# Roel J. Benthem
Roel J. Benthem (1911-2003) was een Nederlandse natuurbeschermer die een belangrijke rol speelde bij de vormgeving van natuur en landschap in landinrichtingsprojecten.

## NJN en studie
Roel Benthem was lid van de Nederlandse Jeugdbond voor Natuurstudie NJN en raakte zeer geïnspireerd door het werk van Jac. P. Thijsse. Hij studeerde in Delft Geodesie en combineerde zijn kwaliteiten als landmeter en beoefenaar van natuurstudie in een levenslange speurtocht naar een optimale afstemming van natuur, landschap en landbouw.

## Contact-Commissie
Benthem was vanaf 1949 bestuurslid van de Contact-Commissie voor Natuur- en Landschapsbescherming. Daarbinnen was hij onder meer secretaris van de Werkgroep Cultuurlandschappen (1945-1950) en werkte hij aan overzichten van waardevolle Nederlandse landschappen die met voorrang beschermd moesten worden. Daarmee kwam hij soms in conflict met andere natuurbeschermers die zich meer op natuurbescherming in strikte zin richtten zoals Victor Westhoff en vooral de hoogleraar plantenfysiologie  en belangrijke overheidsadviseur voor natuurbescherming Theodorus Weevers.

## Overheid: landschap
In 1949 werd hij hoofd van de afdeling Landschapsverzorging van Staatsbosbeheer.
Zijn vuurdoop was de reconstructie van Walcheren dat in de oorlog geheel onder water was komen te staan. Samen met de landschapsarchitect J.T.P. Bijhouwer werkte hij aan een geheel nieuw Walcheren. Zijn liefde voor cultuurhistorische aspecten van het landschap leidde tot een onvermoeibare en succesvolle inzet voor Het Bossche Broek nabij 's-Hertogenbosch gelegen.
In de vloed van ruilverkavelingen probeerde Benthem door overleg en aanhoudendheid tot behoud van de kwaliteit van landschap en natuur te komen. Een indirect succes was dat in de Ruilverkavelingswet van 1954 de verplichting opgenomen werd een landschapsplan te maken bij elke ruilverkaveling.

## Belang
Het belang van de aimabele ambtenaar/natuurbeschermer wordt waarschijnlijk onderschat. Zijn werk aan landschapszorg en -planning hebben een stempel gedrukt op de Nederlandse natuur- en landschapsbescherming. Internationale erkenning heeft Benthem zeker gekregen, met enkele Europese prijzen als gevolg.